# Авл Авілій Флакк
Авл Авілій Флакк (лат. Aulus Avilius Flaccus; дав.-гр. Фλάκκος Άουίλλιος; страчений у 39 році) — правитель Єгипту в 32-38 роках I століття; єгипетський префект, був призначений імператором Тиберієм в 32-му році й залишався правителем провінції протягом п'яти років при Тиберії і півтора року при Калігулі.
Флакк виховувався разом з синами доньки Августа і був другом Тіберія.
Став гонителем александрійських євреїв під час міської смути 38 року. Філон Александрійський написав обвинувальне послання «Проти Флакка» (лат. «In Flaccum»). Після погрому євреїв і їхньої скарги імператору («Legatio ad Caium»; «Про посольстві до Гая»), Флакк був відправлений на острів Андрос, де був страчений у 39 році.
Його повне ім'я дано у Філона тільки один раз (§ 1): Фλάκκος Άουίλλιος. Повне ім'я Aulus Avilius Flaccus знайдено на одному написі в Тентіре (зараз Дендера), у Єгипті (Corpus Inscriptionum Graecarum, № 4716).